# Majaragollappatti
Majaragollappatti es una ciudad censal situada en el distrito de Salem en el estado de Tamil Nadu (India). Su población es de 4727 habitantes (2011). Se encuentra a 5 km de Salem y a 57 km de Erode.

## Demografía
Según el censo de 2011 la población de Majaragollappatti era de 4727 habitantes, de los cuales 2451 eran hombres y 2276 eran mujeres. Majaragollappatti tiene una tasa media de alfabetización del 74,69%, inferior a la media estatal del 80,09%: la alfabetización masculina es del 83,03%, y la alfabetización femenina del 65,89%.